# Angleška državljanska vojna
Angleška revolucija (ali tudi angleška državljanska vojna) označuje vrsto oboroženih spopadov in političnih nasprotij med zagovorniki pravic parlamenta (parlamentarci) ter vladajočo kraljevo rodbino oziroma zagovorniki njenih pravic (rojalisti).
Deli se na tri obdobja:
- prva državljanska vojna (1642–46).
- druga državljanska vojna (1648–49) – trajala je do obglavljenja Karla I.
- tretja državljanska vojna (1649–51) – rojaliste je vodil Karel II.

Po izumrtju rodbine Tudor (Elizabeta I.) na angleškem prestolu je zavladala škotska plemiška rodbina Stuarti (Jakob I.) in tako je Škotska vstopila v personalno unijo z Anglijo. Preko naslednika Jakoba, Karla I., so se pojavili poskusi uvajanja absolutizma. Kmalu je vladar prišel v spor s parlamentom in vse močnejšo buržoazijo, saj se ni spoštovalo podedovane svoboščine angleškega plemstva in Cerkve iz leta 1215, katera jim je bila zagotovljena v Veliki listini svoboščin. Nasprotja so se zaostrila, ko je Karel I. zavrnil zahteve meščanstva izražene v listini Peticija pravic (Petition of rights). Leta 1629 je celo razpustil parlament, vlada pa je preganjala puritance (kalvinistični nasprotniki anglikanske cerkve) in izsiljevala davke brez dovoljenja parlamenta.
Boj za oblast v državi je leta 1642 pripeljal do spopada med kavalirji (pristaši kralja) in okrogloglavci (pristaši parlamenta), ki je prerasla v državljansko vojno in revolucijo, v kateri je – po reorganizaciji vojske – zmagal parlament (Oliver Cromwell). Cromwell je obračunal s pripadniki kraljeve stranke, razpustil zgornji dom parlamenta in razglasil republiko – Commonwealth. Zavladal je sam kot lord protektor (1653–1658) in v tem času je bil posebej uspešen na zunanjepolitičnem področju, kar se tiče angleško-nizozemskih vojn. Anglija je tako postala prva pomorska velesila v svetu.
Po njegovi smrti je zopet grozila državljanska vojna, saj sta buržoazija in plemstvo na prestol spet poklicala Stuarta (Karel II., Jakob II.), ki je zopet poskušal vladati absolutistično, zato sta kot posledica tega v parlamentu nastali dve politični stranki:
- torijci: konservativci, predstavniki visokega plemstva, ki so si prizadevajo okrepiti kraljevo oblast; vezani na anglikansko cerkev in podeželje
- vigovci: zastopali so gospodarske interese in versko svobodo, predstavniki buržoazije in novega plemstva, želeli so podreditev kralja parlamentu

Leta 1688 je prišlo do slavne revolucije (brez krvi), v kateri so pregnali Jakoba II. in na prestol poklicali njegovega zeta Viljema Oranskega III. (nizozemski državni upravitelj), ki je podpisal Bill of rights (deklaracija pravic parlamenta), v kateri je imel parlament izključno pravico do obdavčenja in vzdrževanja vojske. Dopolni jo je z zakonom, s katerim je bila sodnikom zagotovljena zaščita pred kraljevim vmešavanjem, potrdil svobodo vere govora v parlamentu. Najvišjo zakonodajno oblast v državi je dobil parlament, kralj je obdržal izvršno, ločena je bila tudi sodna oblast.
Leta 1707 sta se Anglija in Škotska združili in nastala je Kraljevina Velika Britanija.